# ツェねずみ
「ツェねずみ」は宮沢賢治の短編小説（寓話）。生前未発表の作品である。
草稿の表紙には「動物寓話集中」という書き込みがある。本作の内容の一部が「クンねずみ」の中で新聞記事として掲載されるという描写がある。執筆に使用した原稿用紙や筆記具、筆跡等から機械的に年代を推定して掲載順序を決定した『校本 宮澤賢治全集』（筑摩書房）においては、本作と「クンねすみ」「鳥箱先生とフウねずみ」は同じ巻に並ぶ形で掲載されている。

## あらすじ
古い家の屋根裏に、「ツェ」という名の鼠が住んでいた。ある時、ツェねずみはいたちから、戸棚から金平糖がこぼれ落ちているとの情報を得る。喜んだツェがその場へ行ってみると、すでに蟻が大勢たかって運び出しており、ツェは手に入れ損ねる。怒ったツェはいたちの元へ駆け込み、「私のような弱いものをだますなんて！償うてください、償うてください(償ってください、賠償してください)」と喚きたてた挙句、いたちが集めた金平糖を首尾よく取り上げて持ち帰ってしまう。万事がこの調子なので、他の鼠からも動物からも嫌われる。
動物仲間から総スカンを食ったツェは、柱やちり取り、バケツなどの道具類を仲間にする。しかし柱から転げ落ちれば柱相手に「償っておくれ」。ちり取りからもらった最中を食べて腹を壊せば「償っておくれ」。バケツからもらった洗濯ソーダで顔を洗い、髭が抜ければ「償っておくれ」。こうして、道具類からも相手にされなくなる。
最後にツェは、ねずみ捕りと付き合い始める。元来ねずみ捕りは人間の味方で鼠の敵のはずだが、人間から汚くあしらわれる彼はむしろ鼠に好意を持っており、仕掛けられた餌で鼠に交際をもちかけていた。しかし鼠たちは怖がってだれも近寄らない。そんな中で孤独なツェは、同じく孤独なねずみ捕りに接近したのだった。
最初のうちこそねずみ捕りに丁寧に接し、ありがたく餌を食べさせてもらっていたツェだが、次第に慢心が生じて態度がぞんざいになる。一方、毎晩ねずみ捕りを仕掛けながら餌を奪われる人間側は、「鼠からわいろでももらったか！」とネズミ捕りに悪態をつく。
そんなある日、いつものようにツェがねずみ捕りを訪れたところが、もらった餌のはんぺんが腐っていた。ツェが例の如く「償うてください、償うてください」と喚きたてたところ、怒ったねずみ取りは針金をきしませ、餌についていた鍵がはずれて入口が閉じてしまう。ツェは「ねずみ捕りさん。ひどいや。ひどいや。うう、くやしい。ねずみ捕りさん。あんまりだ」と叫んで騒ぎ回ったが、もう「償うてください」を口にする力はなかった。翌朝、人間（この家の下男）はねずみ取りを見て「しめた。しめた。とうとう、かかった。意地の悪そうなねずみだな。さあ、出て来い。こぞう」と嬉しそうに小躍りする。